# Rio Jacaré (vattendrag i Brasilien, Amazonas, lat -5,84, long -63,77)
Rio Jacaré är ett vattendrag i Brasilien.   Det ligger i delstaten Amazonas, i den västra delen av landet, 2 100 km nordväst om huvudstaden Brasília.
I omgivningarna runt Rio Jacaré växer i huvudsak städsegrön lövskog. Trakten runt Rio Jacaré är nära nog obefolkad, med mindre än två invånare per kvadratkilometer.